# Scaphinotus levis
Scaphinotus levis is een keversoort uit de familie van de loopkevers (Carabidae). De wetenschappelijke naam van de soort is voor het eerst geldig gepubliceerd door Barr.